# Linia kolejowa nr 327

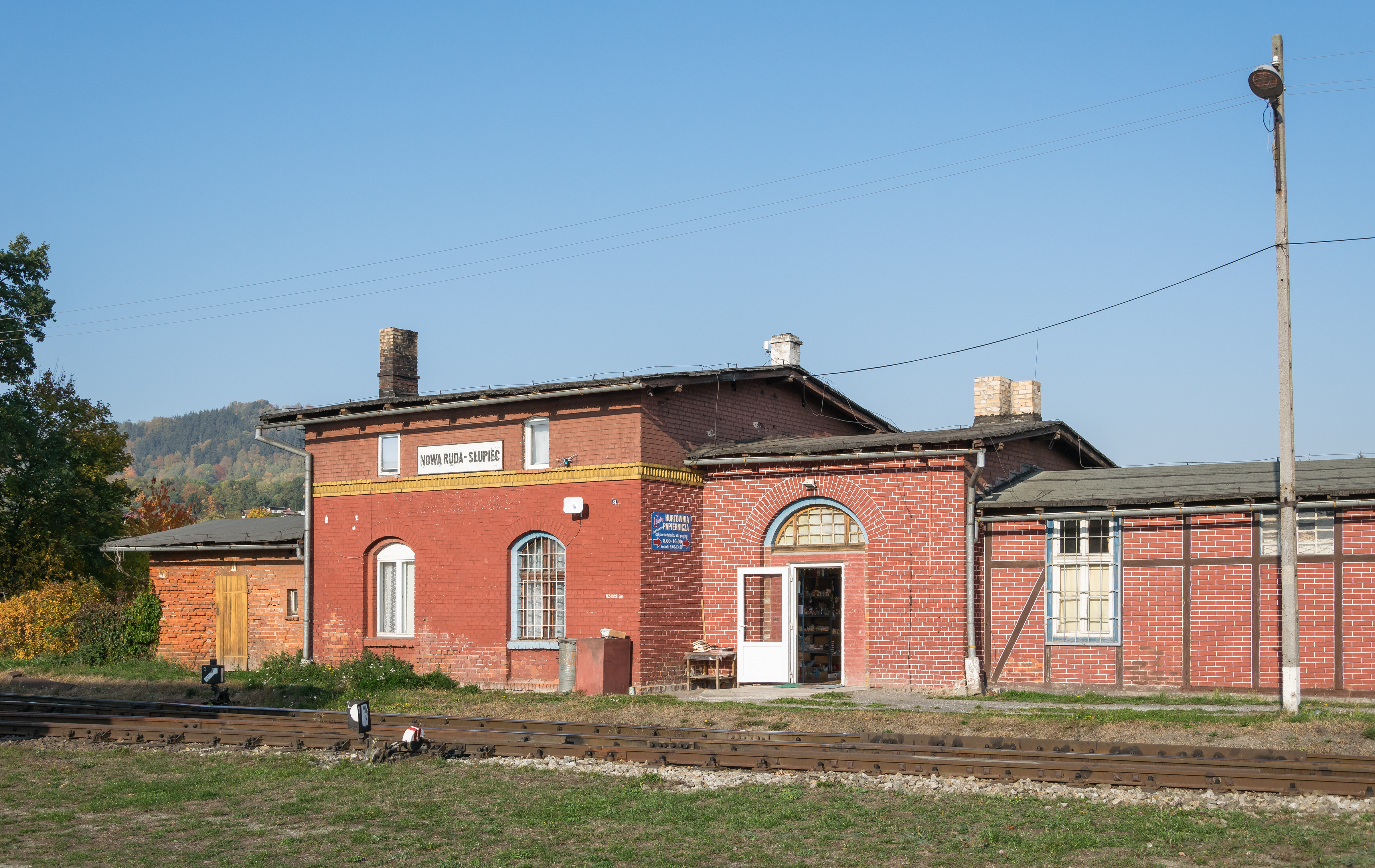
Stacja kolejowa Nowa Ruda Słupiec

Linia kolejowa nr 327 – niezelektryfikowana, jednotorowa linia kolejowa znaczenia miejscowego o długości 5,851 km.
Pierwotnie linia zaczynała się na stacji Bielawa Zachodnia Dworzec Mały, kończyła na stacji Radków, a jej długość wynosiła 61,9 km. Obecnie (2023) odcinek między Bielawą a Nową Rudą Słupcem jest rozebrany.

## Historia
15 grudnia 1900 roku otwarto odcinek Bielawa Zachodnia Dworzec Mały – Srebrna Góra. Na odcinku Srebrna Góra – Radków ruch pasażerski otwarto dwa lata później, 5 sierpnia 1902 roku, z odcinkiem zębatym między stacją Srebrna Góra a przystankiem Nowa Wieś Kłodzka.
12 października 1931 roku całkowicie wyłączono z ruchu odcinek Srebrna Góra – Wolibórz, a 11 maja 1932 roku odcinek Wolibórz – Ścinawka Średnia Dworzec Mały. W 1934 roku podjęto decyzję o rozebraniu linii między stacjami Srebrna Góra i Wolibórz. Kolejny fragment, między Nową Wsią Kłodzką a Woliborzem, rozebrano w 1945 roku. Regularny ruch pasażerski na odcinku Wolibórz – Ścinawka Średnia Dworzec Mały wznowiono w 1949 roku. Połączenia pasażerskie na tym fragmencie linii zamknięto ostatecznie pomiędzy 1971 a 1973 rokiem.
Ruch towarowy na odcinku Wolibórz – Dzikowiec Kłodzki zamknięto w 1972 roku, a torowisko na tym fragmencie linii rozebrano dwa lata później. Na odcinku Bielawa Zachodnia Dworzec Mały – Srebrna Góra ruch wstrzymano w 1977 roku, a fizyczną likwidację torowiska na tym odcinku przeprowadzono rok później. Przed 1985 rokiem zawieszono ruch pasażerski na kolejnym odcinku linii, między stacjami Nowa Ruda Słupiec i Ścinawka Średnia Dworzec Mały. Dwa lata później wstrzymano ruch towarowy i pasażerski na odcinku Ścinawka Średnia Dworzec Mały – Radków. Odcinek ten rozebrano 1 sierpnia 1999 roku.
Przed 2000 rokiem zlikwidowano torowisko między stacjami Dzikowiec Kłodzki i Nowa Ruda Słupiec. Przejezdny pozostał jedynie odcinek Nowa Ruda Słupiec – Ścinawka Średnia, wykorzystywany wyłącznie w ruchu towarowym.
29 kwietnia 2019 r. podpisano protokół przejęcia przez samorząd województwa dolnośląskiego odcinka Ścinawka Średnia – Radków.
Pod koniec maja 2021 roku Dolnośląska Służba Dróg i Kolei we Wrocławiu ogłosiła przetarg na odtworzenie odcinka Bielawa Zachodnia – Srebrna Góra.